# 埃里克·灿德尔
埃里克·灿德尔（德語：Erich Zander，1905年4月11日—1991年4月15日），德国男子曲棍球运动员。他曾代表德国参加1928年和1936年夏季奥林匹克运动会曲棍球比赛，获得一枚银牌和一枚铜牌。